# Licht (Stockhausen)

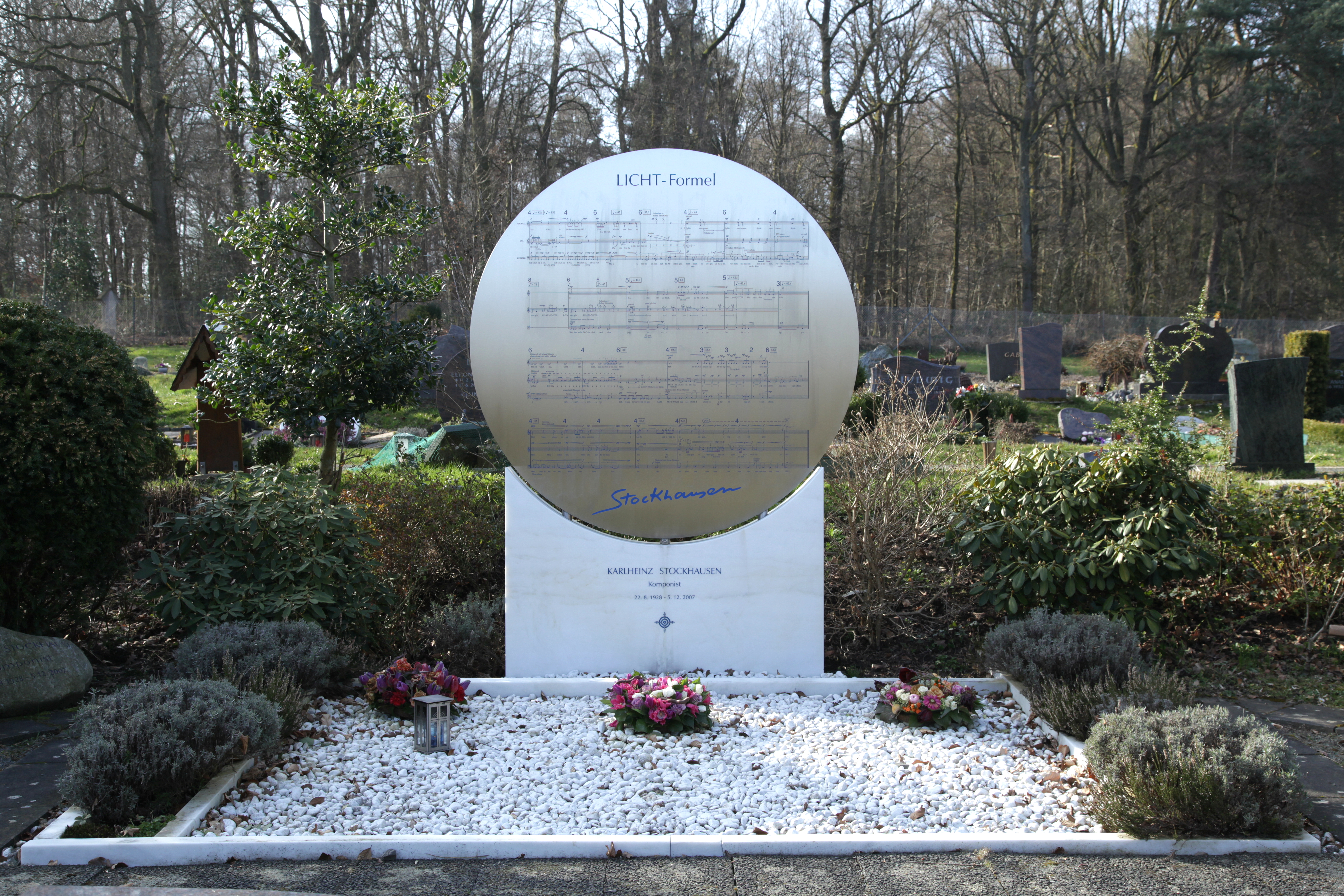
Karlheinz Stockhausens Grab mit der Formel für Licht

Licht, Die sieben Tage der Woche, ist ein siebenteiliger Opern-Zyklus von Karlheinz Stockhausen, den er zwischen 1977 und 2003 komponierte. Wie der Untertitel andeutet, trägt jede Oper einen Wochentag als Namen. Die sieben Wochentage stellen das menschliche Leben und die Periodisierung der Zeit durch den Menschen dar. Die Thematik „Licht“ ist eine Metapher für das Göttliche und wird durch die verschiedenen Konstellationen der Protagonisten aus jeweils anderen Perspektiven beleuchtet. Die Einzelstücke haben die Werknummern 47–80.

## Inhalt
Stockhausen hat für sein auch autobiographisch beeinflusstes Schöpfungs- und Welttheater eklektisch aus einer Fülle von Religionen und Mythologien geschöpft. So sind die Namen der drei Hauptfiguren biblischen Ursprungs. Eine entscheidende Anregung war für ihn hier das Urantia-Buch. Im Mittelpunkt stehen die Figuren von Eva, Luzifer und Michael, die in verschiedenen Konfigurationen als Allegorien aufeinandertreffen.

### Die sieben Tage der Woche
| Wochentag  | Entstehungszeit | Uraufführung, Ort | Farbe                  | Elemente   | Sinn          |
| ---------- | --------------- | --- | ---------------------- | ---------- | ------------- |
| Montag     | 1984–88         | 7. Mai 1988, Mailand | grün/silbergrün        | Wasser     | Riechen       |
| Dienstag   | 1977/87–91      | 28. Mai 1993, Leipzig | rot                    | Erde       | Schmecken     |
| Mittwoch   | 1993–98         | 23. und 30. Oktober 2003 im Radio SWR2 szenische Uraufführung 22. August 2012, Birmingham                                | gelb                   | Luft       | Sehen         |
| Donnerstag | 1978–80         | 15. März und 3. April 1981, Mailand                                                                                      | blau                   | Äther      | Hören         |
| Freitag    | 1991–94         | 12. September 1996, Leipzig                                                                                              | orange                 | Flamme     | Fühlen/Tasten |
| Samstag    | 1981–83         | 25. Mai 1984, Mailand | schwarz/eisblauschwarz | Umwandlung | Denken        |
| Sonntag    | 1998–2003       | 23. und 30. September 2007 im Radio SWR2 szenische Uraufführung 9. und 10. April 2011, Oper Köln, Koelnmesse Staatenhaus | gold                   | Licht      | Intuition     |

### Die drei Hauptfiguren
| Figur   | Symbolisiert         | Stimmlage | Instrument  | „Motiv“                               | Kerntöne                        |
| ------- | -------------------- | --------- | ----------- | ------------------------------------- | ------------------------------- |
| Michael | Gute, Schöpferische  | Tenor     | Trompete    | Punktierte aufsteigende Quarte as-des | 13 Kerntöne                     |
| Eva     | Geburt               | Sopran    | Bassetthorn |                                       | 12 Kerntöne                     |
| Luzifer | Böse, Zerstörerische | Bass      | Posaune     | Motiv der Zahlennamen                 | 11 Kerntöne, einer fehlt jedoch |

## Die Heptalogie Licht als Gesamtkunstwerk
Mit dieser Heptalogie setzt Stockhausen die Idee des Gesamtkunstwerkes fort, indem er wie Richard Wagner mehrere Opern in einen mythologischen Zusammenhang stellt und den handelnden Personen eigenes musikalisches Material zuordnet, von Wagner als Leitmotive bezeichnet. Stockhausen bezeichnete dieses Material als Formeln. Er verknüpfte nicht nur die musikalischen Bedeutungsebenen miteinander, sondern schrieb auch alle Libretti selbst, „komponierte“ die Mimik, Gestik und Choreographie der Protagonisten, legte die Kostüme, die zu verwendenden Symbole und die Farbskala der Lichtregie fest. Jedem der Wochentage ist eine bestimmte Farbe zugeordnet.
Der Zyklus Licht ist demnach Kulminationspunkt verschiedener kompositorischer und theatralischer Neuerungen, die Stockhausen in vorherigen Werken entwickelt hat. Diese sind Voraussetzungen dafür, dass Licht die Konzeption eines Gesamtkunstwerkes haben kann. Die beiden wichtigsten Neuerungen sind hierbei die Formelkomposition und die Entwicklung der Szenischen Musik.

### Formelkomposition
Die Formelkomposition ist bei Stockhausen eine Weiterentwicklung der seriellen Komposition. Der wichtigste Unterschied zum Serialismus ist, dass in der Formelkomposition alle Elemente bewusst wahrnehmbar sein sollen, während im Serialismus das musikalische Material nach Zahlenverhältnissen organisiert ist, was sich dem Hörer meist erst nach einer Analyse des Notentextes erschließen kann. In der Formelkomposition gibt es hingegen eine melodische, erinnerbare Tonfolge, aus der das ganze Werk entsteht.
Grundlage für diese Kompositionstechnik ist die sogenannte Formel. Eine Formel ist ein kurzes, meist einstimmiges Melodiefragment, das fast immer mit genauen Angaben für alle musikalischen Parameter versehen ist (zum Beispiel Dynamik). Stockhausen erläutert die Bedeutung der Formel folgendermaßen: „Die Formel ist mehr, als leitmotivisches […] Zeichen, mehr, als Thema oder generierende Reihe: die Formel ist Matrix und Plan von Mikro- und Makroform[…]“ (Hervorhebungen durch den Autor).
Die Formel prägt die Mikro- und die Makrostruktur des Stückes und wird auf vielfältige Weisen verarbeitet und kombiniert. Diese Formel kann aber auch – ähnlich wie in der seriellen Musik – freie oder aleatorische Abschnitte enthalten. Es ist interessant, wie sich die Technik der Formelkomposition in die Kompositionsgeschichte einordnet. Stockhausen greift hier auf die Tradition zurück: Anstatt eine weitere Expansion der Mittel, zum Beispiel in rhythmischer Hinsicht vorzunehmen, strukturiert er die gewonnenen Mittel neu und versucht diese in seiner Komposition wahrnehmbar zu machen. Im Zyklus Licht benutzt Stockhausen eine sogenannte Superformel. Eine Superformel ist die Kombination verschiedener Formeln zu einer komplexen Formel. Diese Superformel besteht aus der Übereinanderschichtung der drei Formeln von Michael, Eva und Luzifer. Entsprechend den 12 Halbtonschritten verwendet Stockhausen 12 verschiedene Metronomwerte, die jedoch keine vielfachen voneinander sind. Die Dauer der Superformel beträgt 53,5 Viertelnoten und besteht aus 19 Segmenten. Das Besondere ist, dass man aufgrund der verwendeten Leitmotivtechnik die Formel im Stück hören kann.

### Szenische Musik
Szenische Musik wird von Christoph von Blumröder folgendermaßen definiert: „[…] Musik […], bei der auch die Bewegungen der Interpreten und der visuelle Gesamteindruck einer Aufführung durchkomponiert sind […]“ Das erste Werk Stockhausens, das im Stil der Szenischen Musik komponiert wurde, ist „INORI (1974), Anbetungen für 1 oder 2 Solisten und Orchester“. Stockhausen verwendet hier sogenannte Tänzer-Mimen. Diese Tänzer sind Teil der Komposition mit eigener Stimme. Ihren Gesten entsprechen Dynamik und Tonhöhen. Die Grundgesten und deren Notation, die Stockhausen in INORI verwendet, werden in Licht teilweise wiederverwendet. Hierdurch wird der Körper zu einem Instrument, das gleichberechtigt am musikalischen Geschehen teilnimmt. Um die Aufführung Szenischer Musik zu ermöglichen, sind sehr genaue Vorschriften für die Aufführungspraxis notwendig, dies umfasst zum Beispiel die Kostüme und die Beleuchtung.
Die Grundgesten aus Inori sowie deren Notation greift Stockhausen in seinem Zyklus Licht auf. So zum Beispiel im ersten und dritten Akt aus Donnerstag: Hier tritt Michael auf, der in drei verschiedenen Gestalten dargestellt wird, von einem Tänzer, einem Trompeter und einem Tenor.

## Instrumentation
Im Unterschied zu traditionellen Opern ist das Instrumentarium zum einen sehr reduziert (der Einsatz eines Orchesters gehört zu den Ausnahmen) und andererseits, hauptsächlich durch Technik, stark erweitert, wie das Helikopter-Streichquartett zeigt. Freitag kommt zum Beispiel mit drei Gesangsstimmen und drei Instrumentalisten aus, sowie Kinderchor und -orchester, die allerdings nur eine untergeordnete Rolle spielen. Stockhausens „modernes Orchester“, das ein normales Orchester ersetzen soll, ist wohl aus der Not geboren: Synthesizer und Oktophonie genannte achtkanalige Elektronik sowie Schlagzeuger sollen das Fehlen eines differenzierten Orchesterapparates ausgleichen.
Die musikalische Substanz des Gesamten ist sehr ungleich. Die mangelnde Homogenität des Gesamtzyklus ist einerseits der langen Entstehungszeit (mehr als 25 Jahre) und andererseits der Entstehungsart geschuldet. Fast jeder Akt, jede Szene ist eine Summe von Einzelstücken, die zu unterschiedlichen Anlässen entstanden und uraufgeführt wurden – aber wohl immer hinsichtlich des Gesamtzusammenhangs konzipiert sind. Letztlich erlebte jedes Teilstück eine Fülle an Uraufführungen (als Einzelstück, als Szene, als Akt, konzertant, szenisch, als Gesamtoper und schließlich als Teil der Gesamtaufführung der Heptalogie).
Unübersichtlich ist der Komplex der Opernteilstücke unter anderem dadurch, dass es viele Stücke in mehreren Varianten gibt, teils in unterschiedlichen Instrumentationen, teils in Fassungen für den Konzertgebrauch, teils aber auch in neuen Zusammenstellungen unter neuem Titel. So ist das Stück Quelle des Lebens eine Version der ersten drei Szenen des Ersten Aktes von Montag, während Freitags-Gruß und -Abschied zusammengespielt Weltraum heißt.

## Gliederung
In der folgenden Auflistung der Einzelteile von Licht sind nach den Gattungsangaben die einzelnen Teile (Akte bzw. Szenen) angegeben, danach die Einzelstücke, die – teils unter anderem Namen – der Oper entnommen wurden. Die Auflistung der Wochentage nach der Deutschen Industrie-Norm entspricht weder dem Entstehungsprozess, noch der Stockhausenschen Gesamt-Dramaturgie, die noch nicht vollständig nachvollzogen ist.
Licht 1977–2003
Die sieben Tage der Woche

für Solo-Stimmen, Solo-Instrumente, Solo-Tänzer /

Chöre, Orchester, Ballett und Mimen /

Elektronische und Konkrete Musik

### Montag (1984–88)
Oper in drei Akten, einem Gruß und einem Abschied
Inhalt
Die Oper Montag stellt allegorisch die Entstehung der Menschheit dar. Eva gebiert sieben musikalische Knaben, denen sie die „Sieben Lieder der Tage“ widmet.
Besetzung
- 21 musikalische Darsteller (14 Solo-Stimmen, 6 Solo-Instrumente, 1 Akteur),
- Chor (Tonband oder live),
- 21 Schauspieler-Frauen (nur in szenischer Aufführung),
- Kinderchor, Mädchenchor, Modernes Orchester (3 Synthesizer-Spieler, 1 Schlagzeuger, Tonband),
- Dirigent, Klangregisseur.

Form
Montags-Gruß
– Einzelstücke:
Xi
I. Akt: Evas Erstgeburt
1. Sz. In Hoffnung
2. Sz. Heinzelmännchen
3. Sz. Geburts-Arien
4. Sz. Knaben-Geschrei
5. Sz. Luzifers Zorn
6. Sz. Das große Geweine
– Einzelstücke:
Geburts-Fest
Quelle des Lebens
Kinderspiel
Trauer mit Humor
Flautina
II. Akt. Evas Zweitgeburt
1. Sz. Mädchenprozession
2. Sz. Befruchtung mit Klavierstück – Wiedergeburt
3. Sz. Evas Lied
– Einzelstücke:
Geburtstags-Formel (Klavierstück XIV)
Die 7 Lieder der Tage
Wochenkreis
III. Akt. Evas Zauber
1. Sz. Botschaft
2. Sz. Der Kinderfänger
3. Sz. Entführung
– Einzelstücke:
Ave
Evas Spiegel
Susani
Susanis Echo
Entführung
Quitt
Ypsilon
Montags-Abschied

### Dienstag (1977/1987–91)
Oper in einem Gruß und zwei Akten mit Abschied
Inhalt
Im Mittelpunkt der Oper Dienstag steht der Kampf. Die himmlischen Trompeten kämpfen gegen die Posaunen des Luzifer.
Besetzung
- 17 musikalische Darsteller (3 Solo-Stimmen, 10 Solo-Instrumentalisten, 4 Tänzer-Mimen), Schauspieler, Mimen, Chor, Modernes Orchester und Tonbänder

Form
Dienstags-Gruß
Willkommen mit Friedens-Gruß
– Einzelstücke:
Sukat
I. Akt: Jahreslauf
Piccolo
Vorstellung. Michael, Luzifer.
4 Versuchungen, 4 Anfeuerungen. 4 Tutti Intermezzi.
– Einzelstücke:
Prozession
II. Akt. Invasion – Explosion – Dienstags-Abschied
- Einzelstücke:
Signale zur Invasion
Pietà
Synthi-Fou (Klavierstück XV)

### Mittwoch (1995–97)
Oper in einem Gruß, vier Szenen und Abschied
Inhalt
Die Oper ist als „Tag der Vereinigung, der Zusammenarbeit und des Verständnisses“ (Stockhausen) geplant.
Besetzung
- 9 musikalische Darsteller (Flöte, Bassetthorn, Trompete, Posaune, Streichquartett, Bass mit Kurzwellen-Empfänger), Chor mit singendem Dirigenten, Orchester (szenisch: 13 Instrumentalisten), einen Synthesizer-Spieler, 2 Tänzer-Mimen, Elektronische Musik (Tonbänder), Klangregisseur

Form
Mittwochs-Gruß
1. Sz. Welt-Parlament
Licht-Ruf
2. Sz. Orchester-Finalisten
11 Solo-Stücke für jedes der geläufigen Orchesterinstrumente und Elektronik
3. Sz. Helikopter-Streichquartett
4. Sz. Michaelion
– Einzelstücke:
Thinki
Bassetsu
Menschen, hört
Rotary
Klavierstück XVIII (Mittwoch-Formel)
Mittwochs-Abschied

### Donnerstag (1978–80)
Oper in drei Akten, einem Gruß und einem Abschied
Inhalt
Im Mittelpunkt der Oper Donnerstag steht Michael. In der Handlung sind Parallelen zu Stockhausens eigener Biographie erkennbar. Michael lernt die handwerkliche Arbeit von seinem Vater. Seine Mutter vermittelt ihm die Liebe zur Musik. Der Vater wird im Krieg erschossen und die Mutter kommt in eine Nervenheilanstalt. Er muss drei Examen bestehen und findet am Ende die Erfüllung in der Musik.
Besetzung
- 14 musikalische Darsteller (3 Solo-Stimmen, 8 Solo-Instrumentalisten, 3 Solo-Tänzer), Chor, Orchester und Tonbänder.

Form
Donnerstags-Gruß
I. Michaels Jugend
1. Sz. Kindheit
2. Sz. Mondeva
3. Sz. Examen
– Einzelstücke:
Unsichtbare Chöre
Tanze Luzeva!
Bijou
Klavierstück XII (Examen)
II. Michaels Reise um die Erde
Eingang und Formel
Halt
Kreuzigung
Mission und Himmelfahrt
Michaels-Ruf
III. Michaels Heimkehr 
1.Sz. Festival
2. Sz. Vision
– Einzelstücke:
Drachenkampf
Knabengeburt
Argument
Donnerstags-Abschied

### Freitag (1991–94)
Oper in einem Gruß, zwei Akten und Abschied
Inhalt
Die Oper Freitag hat drei unterschiedlichen Ebenen. Die erste Ebene ist eine rein klangliche: Hier gibt es nur elektronische Musik ohne Handlung. Auf der zweiten Ebene stellen 12 Tänzermimenpaare verschiedene Tonsequenzen dar. Die dritte Schicht hat eine Handlung, die aus zehn Szenen besteht. Im Mittelpunkt steht hier Eva und ihre Vereinigung mit Kaino, dem Sohn Ludons und ihre Reue nach dieser Tat.
Besetzung
- fünf musikalische Darsteller (Sopran, Bariton, Bass, Flöte, Bassetthorn), Kinder-Orchester, Kinder-Chor, 12 Choristen, einen Synthesizer-Spieler, 12 Paare von Tänzer-Mimen, Elektronische Musik mit Tonszenen, Klangregisseur

Form
Freitags-Gruß
– Einzelstücke:
Weltraum
I. Akt: Paare
1. Sz. Klavierstück XVI
2. Sz. Two Couples
II. Akt. Freitag-Versuchung
– Einzelstücke:
Antrag
Kinder-Orchester
Kinder-Chor
Kinder-Tutti
Zustimmung
Fall
Kinder-Krieg
Komet (Klavierstück XVII)
Reue
Elufa
Freia
Chor-Spirale
Freitags-Abschied

### Samstag (1981–83)
Oper in einem Gruß und vier Szenen
Inhalt
Im Mittelpunkt der Oper Samstag steht Luzifer. Er träumt das Klavierstück XIII, das die fünf Elemente beschwört. Am Ende des Stückes wirkt er wie tot. Die Katze Katinka versucht durch ihr Flötenspiel die Seele Luzifers vor der Wiedergeburt zu retten. Trotzdem erwacht er und tanzt „Luzifers Abschied“. Bei diesem Orchesterstück stellt das Orchester durch seine Formierung ein menschliches Gesicht dar.
Besetzung
- 13 musikalische Darsteller (eine Solo-Stimme, zehn Solo-Instrumentalisten, zwei Solo-Tänzer), Harmonie-Orchester Orchester, Ballett oder Mimen, Männerchor und Orgel

Form
Samstags-Gruß
1. Sz. Luzifers Traum
Klavierstück XIII
Traum-Formel
2. Sz. Kathinkas Gesang als Luzifers Requiem
3. Sz. Luzifers Tanz
Linker Augenbrauentanz
Rechter Augenbrauentanz
Linker Augentanz
Rechter Augentanz
Linker Backentanz
Rechter Backentanz
Nasenflügeltanz
Oberlippentanz
Zungenspitzentanz
Kinntanz
4. Sz. Luzifers Abschied

### Sonntag (1998–2003)
Oper in fünf Szenen und einem Abschied
Inhalt
Die mystische Vereinigung von Eva und Michael und der Tag des weißen Lichts. Eine dramatische Handlung gibt es nicht. Stattdessen wird in jeder Szene ein musikalisches Ritual vollzogen: So zelebriert Lichter-Wasser die Schöpfung des Sonnensystems in einer raffinierten Raumklangmusik, die Engel-Prozessionen sind ein mobiler chorischer Lobpreis in verschiedenen Welt- und Fantasiesprachen, die Düfte-Zeichen beziehen verschiedene Weihrauchdüfte mit ein. Laut Stockhausen soll diese Oper „akustisch ein Universal-Tag“ sein, an dem „auch musikalisch die Sonne“ scheint.(Stockhausen)
Besetzung
- 10 Vokalsolisten, Knabenstimme, vier Instrumental-Solisten, zwei Chöre und zwei Orchester, Elektronische Musik, Klangregisseur

Form
1 Sz. Lichter-Wasser (Sonntags-Gruß)
2 Sz. Engel-Prozessionen
3 Sz. Licht-Bilder
4 Sz. Düfte-Zeichen
– Einzelstücke:
Cuchulainn
Kyphi
Mastix
Rosa Mystica
Tate Yunanaka
Ud
Weihrauch
Knaben-Duft
5 Sz. Hoch-Zeiten (bestehend aus den selbstständigen Teilszenen Hoch-Zeiten für Chor und Hoch-Zeiten für Orchester, die simultan in unterschiedlichen Räumen gegeben werden. Durch die Klangregie werden an bestimmten Stellen akustische Fenster geöffnet. Nach der Pause wechseln die Ensembles, so dass das Publikum in jedem Raum beide Teilszenen mit den Einblendungen erlebt.)
Sonntags-Abschied (basierend auf den Hochzeiten für Chor)
– Einzelstücke:
Strahlen (basierend auf den Hochzeiten für Chor)